# G. K. Chesterton
Pour les articles homonymes, voir Chesterton.
Œuvres principales
- Le Club des métiers bizarres (1905)
- Le Nommé Jeudi (1908)
- La série policière Père Brown (1911-1936)
- L'Homme éternel (1925)

Gilbert Keith Chesterton, né le 29 mai 1874 à Londres et mort le 14 juin 1936 à Beaconsfield, est un écrivain anglais du début du XXe siècle, considéré comme étant de premier plan. Son œuvre est d'une grande variété : il a été en effet journaliste, poète, biographe et apologiste du christianisme. En tant qu'auteur de romans policiers, il est surtout connu pour la série de nouvelles dont le personnage principal est un détective en soutane : le père Brown.
Il est particulièrement renommé pour ses œuvres d'apologétique chrétienne ; même ses adversaires ont reconnu l'importance de textes comme Orthodoxie ou bien L'Homme éternel qui parvint à convertir l’écrivain C. S. Lewis au christianisme. Chesterton parlait souvent de lui-même comme d'un chrétien « orthodoxe ». Membre de la Haute Église anglicane, il se convertit au catholicisme en 1922. George Bernard Shaw, son « adversaire et ami », dit de lui dans le magazine Time : « C'était un homme d'un génie colossal ».
En tant que penseur politique, Chesterton se classe comme un réactionnaire en critiquant à la fois progressistes et conservateurs : « Le monde s'est divisé entre Conservateurs et Progressistes. L'affaire des Progressistes est de continuer à commettre des erreurs. L'affaire des Conservateurs est d'éviter que les erreurs ne soient corrigées. » Il est l'un des créateurs de la philosophie économique du distributionnisme.
Surnommé « le prince du paradoxe », il utilise abondamment proverbes et dictons populaires, et notamment les lieux communs en les détournant de leur sens. On trouve par exemple dans Le Nommé Jeudi cette phrase : « Les cambrioleurs respectent la propriété. Ils veulent simplement que la propriété, en devenant la leur, soit plus parfaitement respectée ». Jorge Luis Borges le revendique comme l'un de ses principaux maîtres.

## Biographie

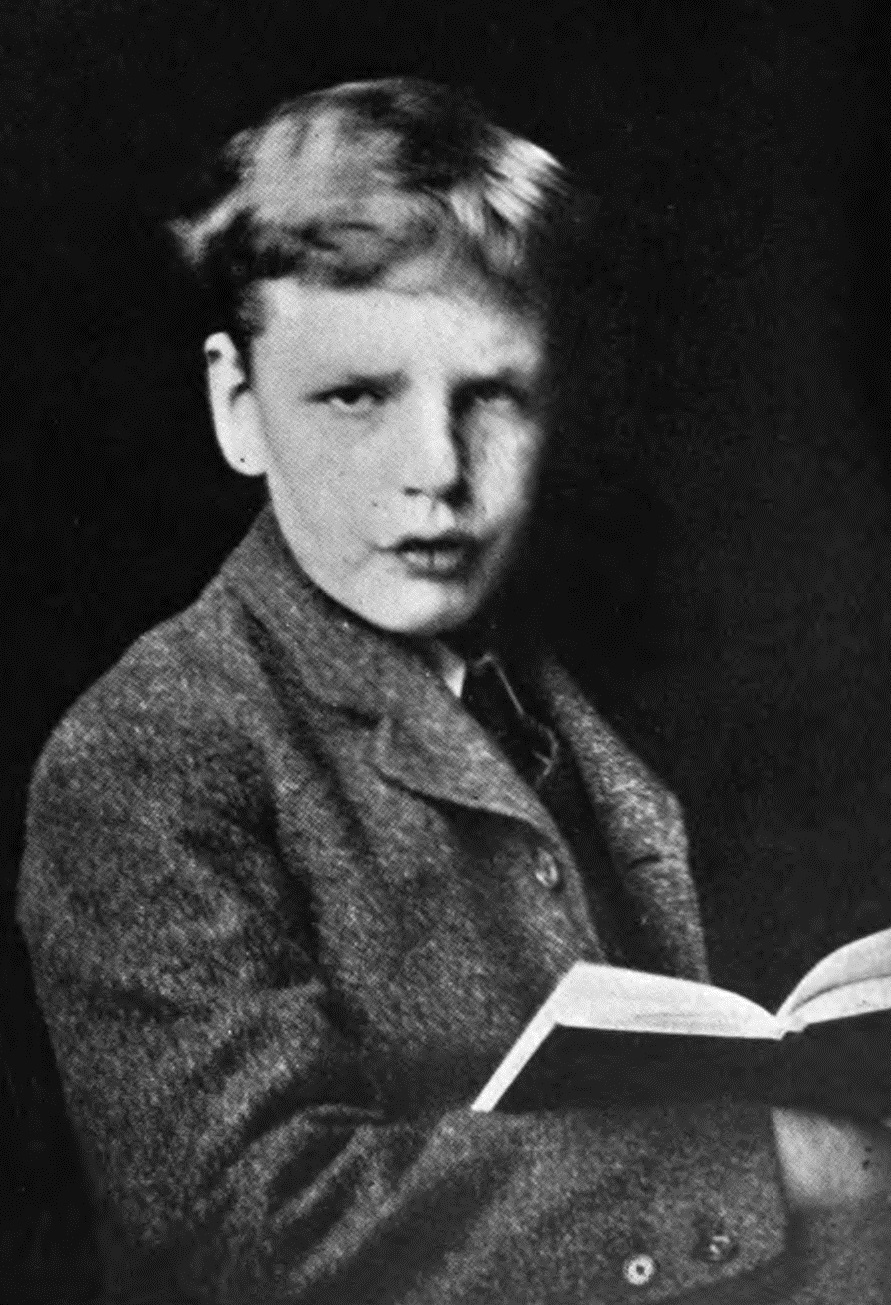
G. K. Chesterton à l'âge de 13 ans.

Chesterton naît à Londres dans une famille bourgeoise. Sa mère, Marie-Louise, née Grosjean, est la fille d'un prédicateur laïc suisse. Son père, Edward Chesterton, (1841-1922), dirige une agence immobilière avec son frère.
Il est baptisé à l’âge d’un mois dans l'Église d'Angleterre, bien que sa famille pratiquât l'unitarisme de façon irrégulière. Il a eu une sœur morte en bas âge, et un frère de cinq ans son cadet, Cecil, avec qui il formera un partenariat culturel et familial intense. À la naissance de son frère, Chesterton écrira dans son autobiographie qu'il était content : « J'avais enfin un public à qui parler. »
Il étudie à la St Paul's School de Londres, puis à la Slade School of Art dans le but de devenir illustrateur. Il suit plus tard des cours de littérature à l'University College, sans pour autant obtenir de diplôme. En 1896, il commence à travailler pour l'éditeur londonien Redway, puis chez T. Fisher Unwin chez qui il reste jusqu'en 1902. Pendant cette période, il se lance aussi dans le journalisme comme pigiste dans la critique littéraire et artistique. En 1901, il épouse Frances Blogg avec qui il restera marié toute sa vie (ils ne pourront avoir d'enfant). L'année suivante, une chronique d'opinion hebdomadaire lui est proposée au Daily News, puis en 1905 à l’Illustrated London News, où il restera pendant trente ans.
D'après son propre témoignage, dans sa jeunesse il aurait été fasciné par l'occultisme, et aurait notamment utilisé avec son frère un ouija. Avec l'âge, il s'intéresse de plus en plus au christianisme, pour finalement se convertir au catholicisme en 1922 à 48 ans.

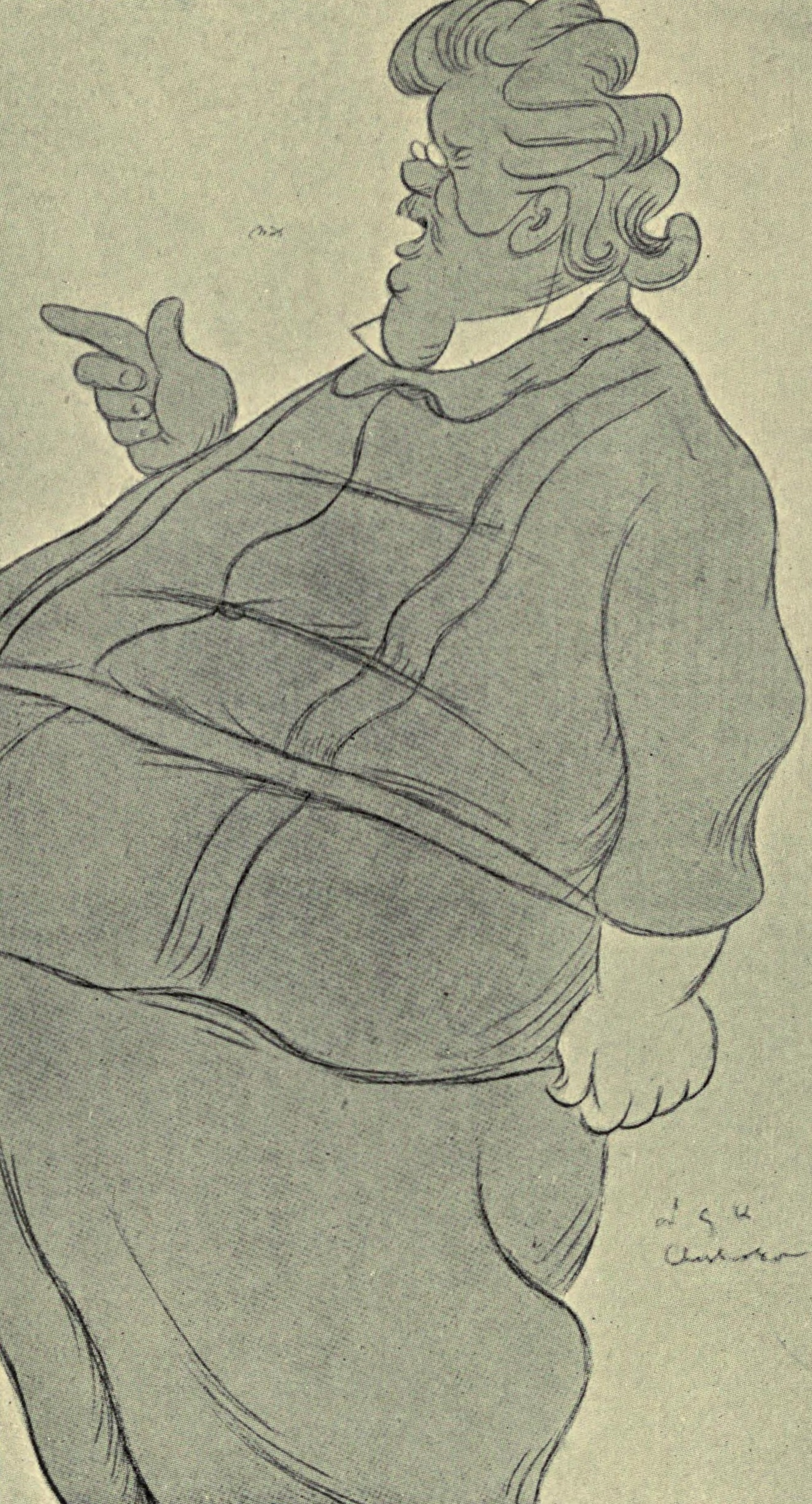
Caricature de Chesterton par Max Beerbohm.

Chesterton était très grand (1,93 m) et de forte corpulence (il lui est arrivé d'atteindre 130 kg). Sa silhouette et sa personnalité inspirèrent au romancier John Dickson Carr le personnage du détective Gideon Fell.
Chesterton portait habituellement une cape, une canne-épée, et avait continuellement un cigare à la bouche. Un jour, il dit à son (maigre) « ami » George Bernard Shaw : « À vous voir, tout le monde pourrait penser que la famine règne en Angleterre » ; à quoi Shaw aurait rétorqué : « À vous voir, tout le monde pourrait penser que c'est vous qui en êtes la cause ».
Il oubliait fréquemment où il était censé se rendre et on rapporte qu'un jour, il avait envoyé à sa femme un télégramme ainsi rédigé : « Suis à Market Harborough. Où devrais-je être ? » À quoi sa femme répondit : « À la maison ».

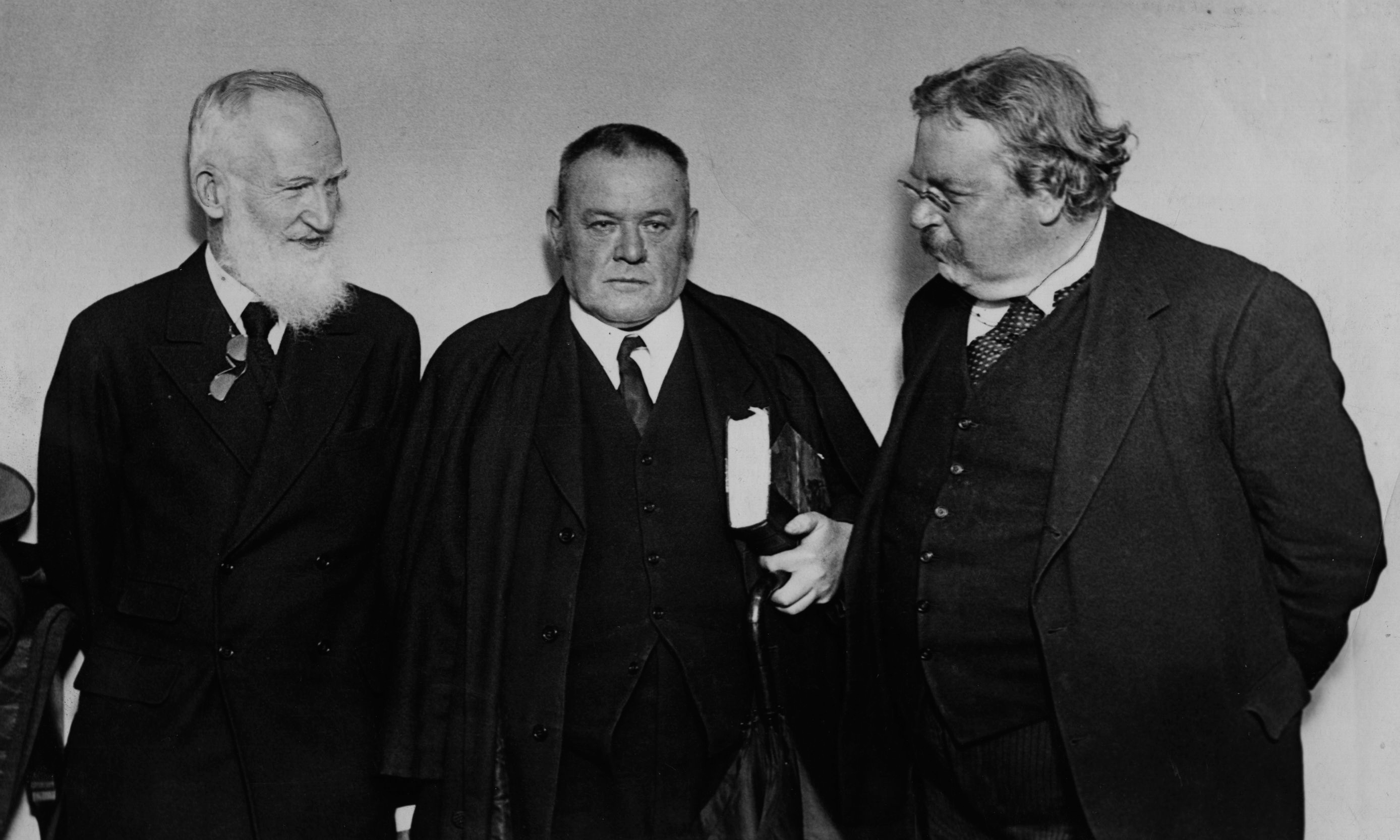
George Bernard Shaw, Hilaire Belloc et G. K. Chesterton

Chesterton aimait le débat, et se lançait souvent dans des discussions publiques et amicales avec George Bernard Shaw, H. G. Wells, Bertrand Russell et Clarence Darrow, entre autres. D'après son autobiographie, ils auraient tenu, Shaw et lui, des rôles de cow-boys dans un film muet qui ne sortit jamais.
Il mène une campagne victorieuse contre un amendement déposé par Winston Churchill à la loi de 1913 sur les handicapés mentaux (Mental Deficiency Act 1913), visant à instaurer un programme de stérilisations contraintes. Il écrira en 1922 Eugenics and other Evils, un essai contre l’eugénisme dont était adepte notamment George Bernard Shaw.
Il meurt dans sa maison de Beaconsfield, dans le Buckinghamshire, le 14 juin 1936. C'est Ronald Knox qui prononce l'homélie de sa messe de funérailles, dans la cathédrale de Westminster à Londres. Il est enterré au cimetière catholique de Beaconsfield.
Vers la fin de sa vie, le pape Pie XI lui confère le statut de chevalier commandeur avec plaque de l'ordre de Saint-Grégoire-le-Grand.
Le 1er août 2013, le président de la Société américaine Chesterton, Dale Ahlquist, annonce que l’évêque britannique Peter John Haworth Doyle a nommé un clerc pour enquêter sur la cause de béatification de Chesterton.

## L'écrivain

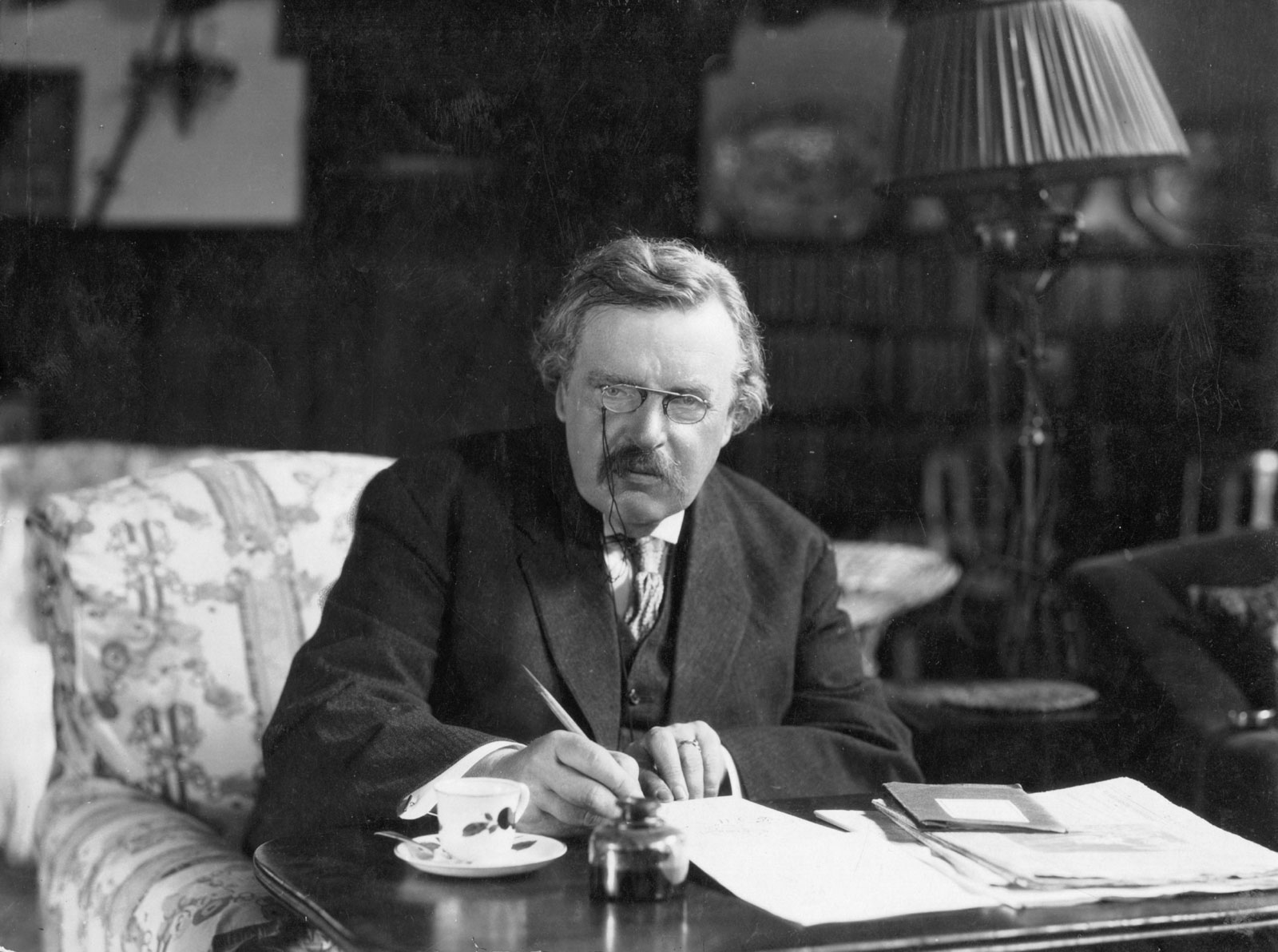
Chesterton à son bureau.

Chesterton a écrit environ 80 livres, plusieurs centaines de poèmes, quelque 200 nouvelles, 4 000 articles et plusieurs pièces de théâtre. Il fut chroniqueur pour le Daily News, l’Illustrated London News et pour son propre journal, le G. K.'s Weekly. Il écrivit également des articles pour l’Encyclopædia Britannica, comme l'article « Charles Dickens » et des parties de l'article « Humour » dans la 14e édition (1929). Son personnage le plus connu est le Père Brown, un prêtre détective qui n'apparaît que dans des nouvelles.
Il fut un chrétien convaincu bien avant sa conversion au catholicisme, et la thématique chrétienne apparaît tout au long de son œuvre. Ses écrits sont pleins d'humour, il utilise la plaisanterie et le paradoxe pour faire des observations profondes sur le monde, la politique, le gouvernement, la philosophie, et de nombreux autres sujets.
« Sa prose est le contraire d'académique : elle est joyeuse. Ses mots rebondissent dans un jaillissement d'étincelles, tel un jouet mécanique soudain venu à la vie, cliquetant et tourbillonnant de bon sens », écrit Alberto Manguel en 2004 dans la postface du Paradoxe ambulant.

## La barrière de Chesterton
La « barrière de Chesterton » est le principe selon lequel on ne devrait pas faire de réformes avant d'avoir compris le raisonnement qui sous-tend l'état actuel des choses. La citation provient du livre de Chesterton de 1929, « The Thing: Why I Am a Catholic » (La Chose : Pourquoi je suis catholique), dans le chapitre « The Drift from Domesticity » (La dérive de la domesticité):

« En matière de réforme des choses, par opposition à leur déformation, il existe un principe simple et clair ; un principe qui sera probablement qualifié de paradoxe. Il existe dans un tel cas une certaine institution ou loi ; disons, pour simplifier, une barrière ou une porte érigée en travers d'une route. Le réformateur de type moderne s'en approche gaiement et dit : "Je ne vois pas l'utilité de ceci ; supprimons-la." À quoi le réformateur plus intelligent ferait bien de répondre : "Si vous n'en voyez pas l'utilité, je ne vous laisserai certainement pas la supprimer. Allez-vous-en et réfléchissez. Ensuite, quand vous pourrez revenir et me dire que vous en voyez l'utilité, je pourrai vous autoriser à la détruire." »

## Influence

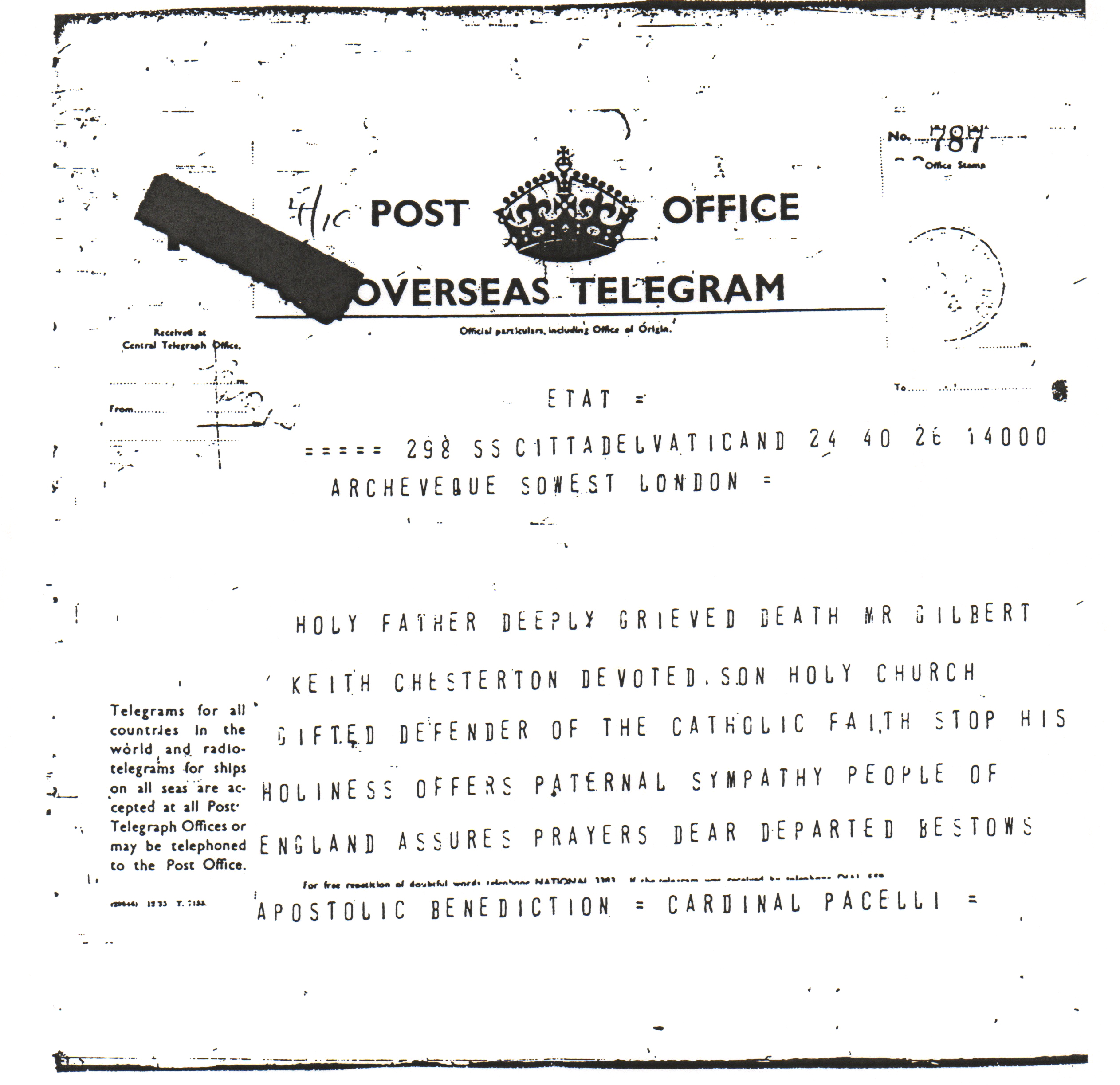
Télégramme envoyé par le cardinal Eugenio Pacelli (futur Pie XII) au nom du pape Pie XI s'adressant au peuple d'Angleterre à la suite du décès de Chesterton.

L'essai L'Homme éternel de Chesterton contribua à la conversion au christianisme de C. S. Lewis, l'auteur du Monde de Narnia. Dans une lettre du 31 décembre à Rhonda Bodle, Lewis écrit : « La meilleure (et de loin) défense populaire du christianisme que je connaisse est L'Homme éternel de G. K. Chesterton ».
La biographie de Charles Dickens par Chesterton cause un regain d'intérêt populaire et académique pour l'œuvre de Dickens.
L'œuvre de Chesterton a reçu des éloges d'auteurs tels que : Ernest Hemingway, Graham Greene, Evelyn Waugh, Franz Kafka, Jorge Luis Borges, Gabriel García Márquez, J. R. R. Tolkien, Karel Čapek, Paul Claudel, Étienne Gilson, Pierre Klossowski, George Orwell, Jean Paulhan, Agatha Christie, Sigrid Undset, Anthony Burgess, Orson Welles, Dorothy Day, Gene Wolfe, Tim Powers, Martin Gardner, Neil Gaiman, Marc-Edouard Nabe, Simon Leys, etc.

## Œuvre

### Romans

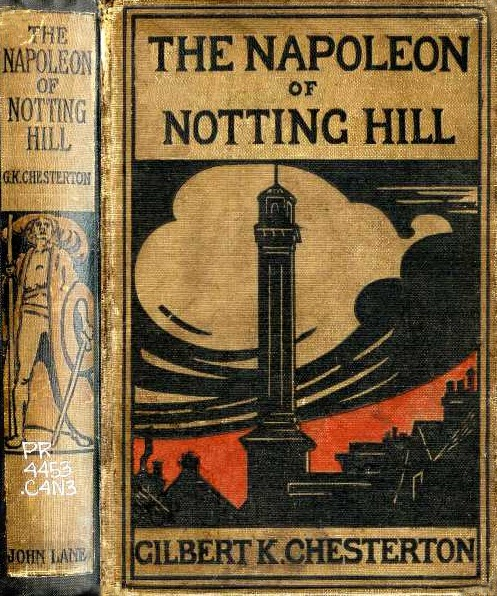

- The Napoleon of Notting Hill (1904) Publié en français sous le titre Le Napoléon de Notting Hill, traduit par Jean Florence, Paris, Éditions de la Nouvelle Revue française, 1922 ; réédition, Paris, Gallimard, coll. « L'Imaginaire » no 435, 2001  (ISBN 2-07-076168-1)
- The Man Who Was Thursday : A Nightmare (1908) Publié en français sous le titre Le Nommé Jeudi : un cauchemar, traduit par Jean Florence, Paris, Éditions de la Nouvelle Revue française, 1911 ; réédition, Paris, Gallimard, coll. « L'Imaginaire » no 465, 2002  (ISBN 2-07-076668-3)Nouvelle édition sous le titre L'homme qu'on appelait Jeudi - un cauchemar, traduit par Marie Berne, L'Arbre Vengeur, 2021
- The Ball and the Cross (1909) Publié en français sous le titre La Sphère et la Croix, traduit par Charles Grolleau, Paris, G. Crès, 1921 ; réédition, Paris, Payot & Rivages, coll. « Rivages/Poche » no 842, 2015  (ISBN 978-2-7436-3177-2)
- Manalive (1912) Publié en français sous le titre Supervivant, traduit par Maurice Rouneau, Paris, Desclée de Brouwer et Cie, coll. « Les Îles » no 13, 1936 ; réédition, Lausanne, Éditions L'Âge d'Homme, 1981
- The Flying Inn (1914) Publié en français sous le titre L'Auberge volante, Paris, Gallimard, 1936 ; réédition, Lausanne, Éditions L'Âge d'Homme, 1990, nouvelle traduction de Pierre Boutang ; rééd. Les Belles Lettres, coll. "Domaine étranger", Paris, 330 p., 2023  (ISBN 978-2251454481)
- The Return of Don Quixote (1927) Publié en français sous le titre Le Retour de Don Quichotte, Paris, Bloud et Gay, coll. « Ars et Fides » no 10, 1928 ; réédition, traduit par Maureen et Marc Poitou, Lausanne, L'Âge d'Homme, 1982 ; rééd. La Onzième Heure, préf. Camille Dalmas, 256 p., 2024  (ISBN 978-2959639708)
- The Floating Admiral (1931), écrit en collaboration avec des membres de Detection Club Publié en français sous le titre L'Amiral flottant, traduit par Violette Delevingne, Paris, Gallimard, coll. « Le Scarabée d'Or » no 1, 1936 ; réédition dans une nouvelle traduction par François Andrieux sous le titre L'Amiral flottant sur la rivière Whyn, Clermont-Ferrand, Éditions Paleo, coll. « De l'autre côté » no 4, 2003  (ISBN 2-84909-026-3)

### Recueils de nouvelles

#### SériePère Brown
- The Innocence of Father Brown (1911) Publié en français sous le titre La Clairvoyance du père Brown, traduit par Émile Cammaerts, Paris, Perrin, 1919 ; réédition, Paris, UGE, coll. « 10/18. Grands Détectives » no 1562, 1983 ; réédition partielle sous le titre L'Œil d'Apollon, nouvelles choisies et présentées par Jorge Luis Borges, Paris, Retz-Franco Maria Ricci, coll. « La Bibliothèque de Babel », 1977 ; réédition dans une traduction révisée dans Les Enquêtes du père Brown, Paris, Omnibus, 2008  (ISBN 978-2-258-07608-2)
- The Wisdom of Father Brown (1914) Publié en français sous le titre La Sagesse du père Brown, traduit par Yves André, Paris, Gallimard, 1936 ; réédition, Paris, Gallimard, coll. « Folio » no 1656 ; réédition dans une traduction révisée dans Les Enquêtes du père Brown, Paris, Omnibus, 2008  (ISBN 978-2-258-07608-2)
- The Incredulity of Father Brown (1926) Publié en français sous le titre L'Incrédulité du père Brown, traduit par Mme François Maury, Paris, Gallimard, 1932 ; réédition dans une traduction révisée dans Les Enquêtes du père Brown, Paris, Omnibus, 2008  (ISBN 978-2-258-07608-2)
- The Secret of Father Brown (1927) Publié en français sous le titre Le Secret du père Brown, traduit par Mme François Maury, Paris, Éditions de la Nouvelle Revue française, 1929 ; réédition dans une traduction révisée dans Les Enquêtes du père Brown, Paris, Omnibus, 2008  (ISBN 978-2-258-07608-2)
- The Scandal of Father Brown (1935) Publié en français sous le titre Le Scandale du père Brown, traduit par Jeanne-Fournier Pargoire, Lausanne, Éditions L'Âge d'Homme, 1982 ; réédition, Paris, C. Bourgois, coll. « 10/18. Grands Détectives » no 2092, 1990 ; réédition dans une traduction révisée dans Les Enquêtes du père Brown, Paris, Omnibus, 2008  (ISBN 978-2-258-07608-2)

#### Autres recueils de nouvelles
- The Club of Queer Trades (1905) Publié en français sous le titre Le Club des métiers bizarres, traduit par Kathleen Saint Clair Gray, Paris, Gallimard, 1927 ; réédition, Paris, Gallimard, coll. « L'Imaginaire » no 472, 2003  (ISBN 2-07-076805-8)
- The Man Who Knew Too Much (1922) Publié en français sous le titre L'Homme qui en savait trop, traduit par Marie-Odile Fortier-Masek, Lausanne, Éditions L'Âge d'Homme, 1984 ; réédition partielle dans une traduction de Marc Voline sous le titre Le Jardin enfumé et autres nouvelles (contient aussi Le Cinq d'épées, La Tour de la trahison), Talence, L'Arbre vengeur, 2007  (ISBN 978-2-916141-17-6)
- The Trees of Pride (1922) Publié en français sous le titre Les Arbres d'orgueil, Paris, Le Promeneur, coll. « Le Cabinet des lettrés », 2009  (ISBN 978-2-07-012732-0)
- Tales of The Long Bow (1925) Publié en français sous le titre Le Club des fous, traduit par Pierre-André Gruénais, Paris, Le Bateau ivre, coll. « Climats », 1947 ; réédition, Lausanne, L'Âge d'Homme, 1983 ; réédition sous le titre Les Contes de l'arbalète, traduit par Gérard Joulié, Lausanne, L'Âge d'Homme, coll. « Au cœur du monde », 2007  (ISBN 978-2-8251-3777-2)
- The Sword of Wood (1928)
- The Poet and the Lunatics (1929) Publié en français sous le titre Le Poète et les Lunatiques, traduit par Jeanne Fournier-Pargoire, Paris, Gallimard, 1934 ; réédition, Paris, Gallimard, coll. « L'Imaginaire » no 92, 1982  (ISBN 2-07-028079-9) ; réédition dans une nouvelle traduction par Catherine Delavallade sous le titre Le Poète et les Fous, Talence, Éditions L'Arbre vengeur, 2011  (ISBN 978-2-916141-76-3) ; réédition, Paris, LGF, coll. « Le Livre de poche » no 33611, 2015  (ISBN 978-2-253-00504-9)
- Four Faultless Felons (1930) Publié en français sous le titre Les Quatre Petits Saints du crime, traduit par Maureen et Marc Poitou, Lausanne, L'Âge d'Homme, 1984 - Comprend : L'Assassin modéré (The Moderate Murderer), Le Charlatan honnête (The Honest Quack ), Le Voleur mystique (The Ecstatic Thief), Le Traître fidèle ( The Loyal Traitor) ; réédition partielle sous le titre L'Assassin modéré, suivi de L'Homme au renard, traduit par Lionel Leforestier, Paris, Le Promeneur, coll. « Le Cabinet des lettrés », 2008  (ISBN 978-2-07-012277-6)
- The Paradoxes of Mr. Pond (1937) - ouvrage posthume Publié en français sous le titre Les Paradoxes de M. Pond, traduit par Monique Silberstein, Lausanne, L'Âge d'Homme, 1985
- La Fin de la sagesse et autres contes extravagants (anthologie française), Lausanne, L'Âge d'Homme, 2009,  (ISBN 978-2-8251-3923-3)
- L'Inconvénient d'avoir deux têtes (anthologie française), Versailles, Via Romana, 2010  (ISBN 978-2-916727-76-9)
- Le jardin enfumé (anthologie française), Bordeaux, L'Arbre Vengeur, 2007

### Essais
- The Defendant (1901) Publié en français sous le titre Le Défenseur, traduit par Georges-A. Garnier, Lausanne, L'Âge d'homme, coll. « Le Bruit du temps », 1982
- Twelve Types (1902)
- Varied Types (1903)
- Heretics (1905) Publié en français sous le titre Hérétiques, traduit par Jenny S. Bradley, Paris, Plon, 1930 ; réédition, Paris, Gallimard, coll. « Idées » no 407, 1979  (ISBN 2-07-035407-5) ; nouvelle édition dans une traduction par Lucien d'Azay, Paris, Climats, 2010  (ISBN 978-2-0812-2029-4)
- Orthodoxy (1908) Publié en français sous le titre Orthodoxie, traduit par Charles Grolleau, Paris, L. Rouart et J. Watelin, 1923 ; nouvelle édition dans une traduction par Anne Joba, Paris, Gallimard, coll. « Idées » no 504, 1984  (ISBN 2-07-035504-7) ; édition d'un extrait sous le titre La Morale des elfes, traduction de Jérôme Vérain, Paris, Mille et Une Nuits, coll. « Le Petite Collection » no 532, 2007  (ISBN 978-2-7555-0031-8) ; nouvelle édition dans une traduction par Lucien d'Azay, Paris, Climats, 2010  (ISBN 978-2-08-122028-7) ; nouvelle éd., trad. fr. Radu Stoenescu, Éditions Carmin, 2023  (ISBN 978-2-493247-01-8)
- All Things Considered (1908)
- Tremendous Trifles (1909) Publié en français sous le titre Petites choses formidables, traduit par Hubert Darbon, Paris, Desclée de Brouwer, 2018  (ISBN 978-2-22-009210-2)
- Alarms and Discursions (1910)
- What's Wrong With the World (1910) Publié en français sous le titre Ce qui cloche dans le monde, traduit par Jean-Claude Laurens, Paris, Gallimard, 1948 ; nouvelle édition dans une traduction par Marie-Odile Fortier-Masek sous le titre Le monde comme il ne va pas, Lausanne, L'Âge d'Homme, 1994  (ISBN 2-8251-0482-5)
- A Miscellany Of Men (1912)
- The Victorian Age in Literature (1913) Publié en français sous le titre Le Siècle de Victoria en littérature, traduit par Maurice Le Péchoux, Lausanne, L'Âge d'Homme, 1994  (ISBN 2-8251-0490-6)
- London (1914)
- The Barbarism of Berlin (1914) Publié en français sous le titre La Barbarie de Berlin : lettres à un vieux Garibaldien, traduit par Isabelle Rivière, Paris, Éditions de la Nouvelle Revue française, 1915
- Trial of John Jasper, Lay Precentor of Cloisterham Cathedral in the County of Kent, for the Murder of Edwin Drood (1914)
- The Appetite of Tyranny (1915)
- The Crimes of England (1915) Publié en français sous le titre Les Crimes de l'Angleterre, traduit par Charles Grolleau, Paris, G. Crès, 1916
- Divorce vs. Democraty (1916) Publié en français sous le titre Divorce, traduit par Jeanne Fournier-Pargoire, Paris, Éditions Saint-Michel, 1931
- The Book of Job (1916)
- A Shilling for My Thoughts (1916)
- Temperance and The Great Alliance (1916)
- Utopia of Usurers (1917) Publié en français sous le titre Utopie des usuriers, traduit par Gérard Joulié, Paris, Éditions de l'Homme nouveau, 2010  (ISBN 978-2-915988-31-4)
- A Short History of England (1917) Publié en français sous le titre Petite histoire d'Angleterre, traduit par Anne Osmont, Paris, G. Crès, 1922 ; nouvelle édition sous le titre Une brève histoire de l'Angleterre, traduit par Gérard Joulié, Lausanne, L'Âge d'Homme, 2011  (ISBN 978-2-8251-4152-6)
- How to Help Annexation (1918)
- Irish Impressions (1919) Publié en français sous le titre Impressions irlandaises, Versailles, Via Romana, 2017  (ISBN 9782372710510)
- The New Jerusalem (1920) Publié en français sous le titre La Nouvelle Jérusalem, traduit par Jeanne Fournier-Pargoire, Paris, Perrin, 1926
- The Superstition of Divorce (1920)
- The Uses of Diversity (1920)
- Eugenics and Other Evils (1922)
- Fancies Versus Fads (1923)
- The Everlasting Man (1925) Publié en français sous le titre L'Homme éternel, Paris, Dominique Martin Morin, 1974 ; réédition, Bouère, D. M. Morin 2004,  (ISBN 2-85652-278-5) - Les deux parties de cet ouvrage étaient parues précédemment séparément sous le titre L'homme éternel, Paris, Plon, 1927, Texte sur Gallica et L'Homme qu'on appelle le Christ, Paris, Nouvelles Éditions latines, 1947
- The Outline of Sanity (1926) Publié en français sous le titre Plaidoyer pour une propriété anticapitaliste, Paris, Éditions de l'Homme nouveau, 2009  (ISBN 978-2-915988-28-4)
- The Catholic Church and Conversion (1926) Publié en français sous le titre L'Église catholique et la conversion, traduit par Gérard Joulié, Paris, Bonne presse, 1952 ; réédition, Paris, Éditions de l'Homme nouveau, 2010  (ISBN 978-2-915988-35-2)
- Social Reform vs. Birth Control (1927)
- Generally Speaking (1928)
- Do We Agree? (1928) - Débat avec George Bernard Shaw Publié en français sous le titre Sommes-nous d'accord ?, traduit par Georges Allaire, Québec, Éditions Scivias, 2001
- The Thing: Why I am Catholic (1929) Publié en français sous le titre La Chose - Pourquoi je suis catholique, traduit par Pierre Guglielmina, Paris, Flammarion, 2015  (ISBN 9782081300873) ; nouvelle édition publiée sous le titre Pourquoi je suis catholique dans une traduction collective dirigée par Wojciech Golonda, Versailles, Via Romana, 2017  (ISBN 978-2-37271-040-4)
- All is Grist (1931)
- Christendom in Dublin (1932) Publié en français sous le titre La Chrétienté à Dublin, in Impressions irlandaises, Versailles, Via Romana, 2017  (ISBN 9782372710510)
- Sidelights of New London and Newer York (1932) Publié en français sous le titre Lumières sur deux villes : Londres et New York d'aujourd'hui, traduit par Henri Thiès, Paris, Édition de La Nouvelle Revue critique, 1933
- All I Survey (1933)
- A Vowals and Denials (1935)
- The Well and the Shallows (1935) Publié en français sous le titre Le Puits et les Bas-fonds, Paris, Desclée de Brouwer, 2016  (ISBN 9782220081809)
- The Way of the Cross (1935)
- As I Was Saying (1936)
- Le Paradoxe ambulant : 59 essais (choix de textes), Arles, Actes Sud, coll. « Le Cabinet de lecture », 2004  (ISBN 2-7427-4807-5) ; rééd. Les Belles Lettres, Paris, coll. « Le Goût des idées », 512 p., 2024  (ISBN 978-2251455990)
- A bâtons rompus : propos débridés, Lausanne, Éditions L'Âge d'Homme, coll. « Revizor » no 2, 2010  (ISBN 978-2-8251-4011-6)
- Le Sel de la vie, Lausanne, Éditions L'Âge d'Homme, coll. « Revizor » no 5, 2010  (ISBN 978-2-8251-4073-4)
- Saint Georges et le Dragon, Lausanne, L'Âge d'Homme, coll. « Revizor », 2016  (ISBN 978-2-8251-4345-2)

### Poésie
- Greybeards at Play (1900)
- The Wild Knight and Other Poems (1900)
- The Ballad of the White Horse (1910)
- Wine, Water and Song (1915)
- The Ballad of St. Barbara and Other Poems (1922)
- Collected Poems (1927), dont le poème Lepanto célébrant la victoire navale de Lépante (1571) sur la flotte ottomane Publié en français sous le titre Poèmes choisis, traduit par E.-M. Denis-Graterolle, Bruxelles, Édition universelle, coll. « Cahiers des poètes catholiques » no 5, 1938
- Ubi Ecclesia (1929)
- New and Collected Poems (1929)
- New Poems (1932)

### Théâtre
- Magic (1913) Publié en français sous le titre Magie, Paris, Payot & Rivages, coll. « Rivages/Poche » no 844, 2015  (ISBN 978-2-7436-3183-3)
- The Turkey and the Turk (1930)[22]

### Biographies
- Thomas Carlyle (1902)
- Robert Browning (1903) Publié en français sous le titre Robert Browning, traduit par Louis Guilloux, Paris, Gallimard, 1930 ; nouvelle édition dans une traduction de Véronique David-Marescot, Paris, Le Bruit du temps, 2009  (ISBN 978-2-35873-011-2)
- Tennyson (1903)
- Thackeray (1903)
- Leo Tolstoy (1903)
- G. F. Watts (1904)
- Charles Dickens (1906) Publié en français sous le titre Charles Dickens, traduit par Achille Laurent et L. Martin-Dupont, Paris, C. Delagrave, 1909 ; réédition, Paris, Gallimard, coll. « Vies des hommes illustres » no 9, 1928 ; réédition, Paris, Gallimard, 1958 ; réédition, Paris, Plon, 256 p., 2024  (ISBN 978-2259319560)
- William Blake (1909) Publié en français sous le titre William Blake, traduit par François Rivière, Paris, Oswald, 1982  (ISBN 2-7304-0125-3) ; nouvelle édition dans une traduction par Lionel Leforestier, Paris, Gallimard, coll. « Le Cabinet des lettrés », 2011  (ISBN 978-2-07-013207-2)
- George Bernard Shaw (1909)
- Simplicity and Tolstoy (1912)
- Lord Kitchener (1917)
- St. Francis of Assisi (1923) Publié en français sous le titre S. François d'Assise, traduit par Isabelle Rivière, Paris, Plon, 1925 ; nouvelle édition dans une traduction d'Antoine Barrois, Paris, D. M. Morin, 1979 ; nouvelle réédition de la première traduction d'Isabelle Rivière avec une préface d'Anne Weber, Paris, Le Bruit du temps, 2016  (ISBN 978-2-35873-103-4)
- William Cobbett (1925) Publié en français sous le titre La Vie de William Cobbett, traduit par Marcel Agobert, Paris, Gallimard, coll. « Vies des hommes illustres » no 36, 1929
- Robert Louis Stevenson (1927) Publié en français sous le titre Robert Louis Stevenson, traduit par Maurice Le Péchoux, Lausanne, L'Âge d'Homme, 1994  (ISBN 2-8251-0502-3)
- Chaucer (1932) Publié en français sous le titre Chaucer, traduit par Roland Bourdariat, Paris, Gallimard, 1937
- St. Thomas Aquinas: The Dumb Ox (1933) Publié en français sous le titre Saint Thomas d'Aquin, traduit par Maximilien Vox, Paris, Plon, 1935 ; réédition de la même traduction sous le titre Saint Thomas du Créateur, Poitier, Éditions D. M. Morin, 2011  (ISBN 978-2-85652-325-4)
- Autobiography (1936) Publié en français sous le titre L'Homme à la clef d'or, traduit par Maurice Beerblock, Paris, Desclée de Brouwer, 1949 ; réédition, Paris, Les Belles Lettres, coll. « Le Goût des idées. Série Odyssées » no 47, 2015  (ISBN 978-2-251-20048-4)

#### Auteur
- Le Nommé Jeudi : un cauchemar, Paris, Gallimard, coll. « L'Imaginaire », 2002, 294 p. (ISBN 978-2-07-076668-0)
- La Clairvoyance du père Brown, Éd. France loisirs, 2002, 267 p. (ISBN 978-2-7441-5632-8)
- L'Homme éternel, Poitiers, Dominique Martin Morin, 2004, 301 p. (ISBN 978-2-85652-278-3)
- Hérétiques (trad. de l'anglais), Paris, Climats, 2010, 271 p. (ISBN 978-2-08-122029-4)
- (en) Orthodoxy, Simon & Brown, 2010, 150 p. (ISBN 978-1613827413)
- Orthodoxie (trad. de l'anglais), Paris, Climats, 2010, 254 p. (ISBN 978-2-08-122028-7)
- Saint Thomas du Créateur (trad. de l'anglais), Poitiers, Dominique Martin Morin, 2011, 172 p. (ISBN 978-2-85652-325-4)
- (en) The Everlasting Man: Large Print Edition, Magdalene Press, 2014, 558 p. (ISBN 978-1897384152)
- La chose : pourquoi je suis catholique (trad. de l'anglais), Paris, Flammarion, 2015, 352 p. (ISBN 978-2-08-130087-3)
- (en) The Complete Father Brown Mysteries, CreateSpace Independent Publishing Platform, 2016, 280 p. (ISBN 978-1532966163)
- Pourquoi je suis catholique (trad. de l'anglais), Versailles/Paris, Via Romana, 2017, 364 p. (ISBN 978-2-37271-040-4)
- Saint François d'Assise (2e édition corrigée) (trad. de l'anglais), Poitiers, Dominique Martin Morin, 2017, 208 p. (ISBN 978-2-85652-388-9)
- Petites choses formidables, Paris, Desclée De Brouwer, coll. « DDB.Ess.Literr. », 2018, 260 p. (ISBN 978-2-220-09210-2)
- Manalive (en) Homme en vie, Independently published, 2019, 344 p. (ISBN 978-1-0712-3764-9)